# Insula europea
Insula europea è una rivista culturale online. Nata per accompagnare il “Premio Insula europea” (Perugia 2009), concorso letterario transnazionale rivolto a tutti i cittadini dell’Unione europea sotto i 35 anni (tra i vincitori lo scrittore rumeno Adrian Chivu), la pagina si è trasformata nel corso degli anni in un blog e successivamente in rivista. Tra gli autori spiccano i nomi di scrittori, accademici, intellettuali sia italiani che stranieri, tra i quali Oliviero Diliberto, Javier Cercas, Mario Torelli, Francisco Rico, Ignazio Visco, Riccardo Chiaberge, Claudio Giunta, Mircea Cărtărescu, Patrik Ouředník, Roberto Antonelli, Anilda Ibrahimi.